# 鳥取県道154号上地中河原線
鳥取県道154号上地中河原線（とっとりけんどう154ごう わじなかがわらせん）は、鳥取県鳥取市を通る一般県道である。

## 概要
鳥取市国府町上地から鳥取市国府町中河原に至る。

### 路線データ
- 起点：鳥取県鳥取市国府町上地（鳥取県道37号岩美八東線交点）
- 終点：鳥取県鳥取市国府町中河原（鳥取県道39号郡家国府線交点）

## 歴史
- 1993年（平成5年）5月11日 - 建設省から、県道国府八東線の一部を岩美八東線として主要地方道に指定される[1]。
- 1994年（平成6年）3月15日 - 鳥取県告示第225号により鳥取県道154号上地中河原線として認定される[2]。

前身は鳥取県道37号国府八東線（鳥取県告示第226号により廃止）。鳥取県道37号岩美八東線に移行しなかった部分が本路線になった。

## 地理

### 通過する自治体
- 鳥取県
  - 鳥取市

### 交差する道路
| 交差する道路           | 交差する場所 | 交差する場所 |
| ---------------------- | ------------ | ------------ |
| 鳥取県道37号岩美八東線 | 国府町上地   | 起点         |
| 鳥取県道39号郡家国府線 | 国府町中河原 | 終点         |

### 沿線
- 中河原郵便局